# Idrottskontoret
Idrottskontoret var namnet på den täckmantel som den norska motståndsrörelsens sambandsgrupp i Stockholm använde sig av under andra världskriget. Utrustning och hjälp med kryptering tillhandahölls av försvarets radioanstalt.